# Morgen Schon
Morgen Schon lautet der Titel einer elfteiligen deutschen Kinder- und Jugendfernsehserie. Die Serie entstand nach einem Buch von Susanne Leesen, Elmar M. Lorey und Bärbel Lutz-Saal. 
Hauptdarsteller war Mukadi Kabeya als Jakob. Unter anderem wirkte Tilo Prückner als Theo Fliege mit sowie Hans Peter Hallwachs.
Die Filmemacherin Ula Stöckl produzierte eine Art Pilotsendung (45 Minuten) mit dem Titel Jakobs Tauben oder Zoff in Morgen Schon, die am 18. September 1984 gesendet wurde.

## Handlung
Morgen Schon ist der Name eines imaginären Ortes, an dem vieles anders ist. An diesem Ort, den man mit der Bahn erreichen kann und der von Kindern aus ganz Deutschland besucht wird, herrschen Harmonie, Gleichberechtigung zwischen Kindern und Erwachsenen und den Geschlechtern. 
Nach Morgen Schon reisen die Leute, um zu lernen, wie man besser miteinander umgeht, wie man Konflikte gewaltlos bewältigt und wie der Alltag positiv und sinnvoll gestaltet werden kann. 
In erster Linie geht es also um das Zusammenleben von Menschen in einer Gemeinschaft und der richtige soziale Umgang miteinander. Dabei stehen die Wünsche, Träume und Sorgen der Kinder im Vordergrund.

## Konzept
Ähnlich wie bei Anderland, sollte mit dieser Serie pädagogisch auf die Kinder eingewirkt werden. So war Morgen Schon als eine besondere Form der Unterhaltung gedacht, in der gleichzeitig Bildungsfernsehen verpackt wurde. Es heißt, das angestrebte Vermitteln von Wissen bzw. dem Anschauungsunterricht über gesellschaftliches Zusammenleben entstammte u. a. der Waldorfpädagogik. Und weiter wird behauptet, dass daher die Konzeption der Fernsehserie nicht unumstritten blieb. Letztlich fehlte es der Reihe an der nötigen Spannung, um sich langfristig zu etablieren und Vorbild für weitere Sendungen dieser Art zu sein.

## Episoden
1. Derya tanzt
2. Der rote Sessel
3. Das Kind in der Kommode
4. Wut im Bauch
5. Angst vorm Wasser
6. Das Ende einer Geschichte
7. Die gläserne Kugel
8. Die Reise zum Mutstein
9. Frank wird frei
10. Die Tür in der Mauer
11. Ein Mittag mit Pannen